# Minniza aequatorialis
Espèce
Minniza aequatorialis est une espèce de pseudoscorpions de la famille des Olpiidae.

## Distribution
Cette espèce est endémique du Kenya. Elle se rencontre vers Lodwar.

## Description
L'holotype mesure 3 mm.

## Publication originale
- Beier, 1944 : Über Pseudoscorpioniden aus Ostafrika. Eos, Madrid, vol. 20, p. 173-212 (texte intégral).